# Ovaro
Ovaro (friülà Davâr) és un municipi italià, dins de la província d'Udine. L'any 2007 tenia 2.089 habitants. Es troba a la regió de Càrnia, dins la Val Degano. Limita amb els municipis d'Ampezzo, Comeglians, Lauco, Prato Carnico, Ravascletto, Raveo, Sauris, Socchieve i Sutrio.

## Fraccions
- Agrons (Negrons)
- Cella (Cela)
- Chialina (Cjalina)
- Clavais (Clavaias)
- Cludinico (Cludini)
- Entrampo (Dentramp)
- Lenzone (Lenzon)
- Liariis (Liarias)
- Luincis (Luvinças)
- Luint (Luvint)
- Mione (Mion)
- Muina (Muina)
- Ovasta (Davasta)

## Administració
| Període | Identitat | Partit        |
| ------- | --------- | ------------- |
| 2004-   | Lino Not  | Llista cívica |